# Паково Село
Паково Село (хорв. Pakovo Selo) — населений пункт у Хорватії, у Шибеницько-Книнській жупанії у складі міста Дрниш.

## Населення
Населення за даними перепису 2011 року становило 236 осіб.
Динаміка чисельності населення поселення:

## Клімат
Середня річна температура становить 13,68 °C, середня максимальна – 29,00 °C, а середня мінімальна – -1,13 °C. Середня річна кількість опадів – 827 мм.
| Клімат поселення                              | Клімат поселення | Клімат поселення | Клімат поселення | Клімат поселення | Клімат поселення | Клімат поселення | Клімат поселення | Клімат поселення | Клімат поселення | Клімат поселення | Клімат поселення | Клімат поселення | Клімат поселення |
| Показник                                      | Січ.             | Лют.             | Бер.             | Квіт.            | Трав.            | Черв.            | Лип.             | Серп.            | Вер.             | Жовт.            | Лист.            | Груд.            |                  |
| Середній максимум, °C                         | 9,70             | 10,67            | 13,90            | 17,41            | 22,51            | 26,37            | 29,00            | 28,67            | 23,97            | 19,09            | 13,76            | 10,60            |                  |
| Середня температура, °C                       | 4,29             | 5,26             | 8,48             | 12,00            | 17,09            | 20,97            | 24,16            | 23,84            | 19,14            | 14,27            | 8,92             | 5,76             |                  |
| Середній мінімум, °C                          | −1,13            | −0,15            | 3,07             | 6,58             | 11,68            | 15,55            | 19,34            | 19,01            | 14,30            | 9,43             | 4,10             | 0,93             |                  |
| Норма опадів, мм                              | 71               | 63               | 67               | 73               | 59               | 58               | 35               | 49               | 77               | 87               | 102              | 86               |                  |
| Середньомісячна швидкість вітру, м/с          | 2.15             | 2.36             | 2.56             | 2.50             | 2.22             | 2.00             | 2.02             | 1.85             | 1.98             | 2.04             | 2.42             | 2.38             |                  |
| Середньомісячна сонячна радіація, кДж/м²·день | 5363             | 8123             | 11785            | 16320            | 20270            | 22718            | 24487            | 21380            | 16001            | 10327            | 5787             | 4558             |                  |
| --------------------------------------------- | ---------------- | ---------------- | ---------------- | ---------------- | ---------------- | ---------------- | ---------------- | ---------------- | ---------------- | ---------------- | ---------------- | ---------------- | ---------------- |
| Джерело:                                      |                  |                  |                  |                  |                  |                  |                  |                  |                  |                  |                  |                  |                  |